# U-997
U-997 – niemiecki okręt podwodny (U-Boot) typu VII C/41 z okresu II wojny światowej. Okręt wszedł do służby w 1943 roku. Jedynym dowódcą był Oblt. Hans Lehmann.

## Historia
Wcielony do 5. Flotylli U-Bootów celem szkolenia załogi, od maja 1944 roku kolejno w 9., 13. i 14. Flotylli jako jednostka bojowa.
U-997 odbył 7 patroli bojowych, podczas których zatopił statek o pojemności 1603 BRT, okręt wojenny – radziecki ścigacz okrętów podwodnych „BO-229” (105 t), dodatkowo uszkodził norweski frachtowiec „Idefjord” (4287 BRT).
Poddany 9 maja 1945 w Narwiku (Norwegia), przebazowany 19 maja do Loch Eriboll (Szkocja). Zatopiony 13 grudnia 1945 roku w ramach operacji Deadlight przez lotnictwo.